# Johannes Scherr
Johannes Scherr (3 de outubro de 1817 – 21 novembro de 1886) era um escritor e intelectual alemão.

## Biografia
Scherr nasceu em Hohenrechberg, Württemberg. Depois de estudar filosofia e História na Universidade de Tubinga 
entre 1837e 1840, ele tornou-se professor na escola, indicado por seu irmão Thomas em Winterthur. 
Em 1843, ele mudou-se para Stuttgart, e, participou da briga política com o panfleto Württemberg im Jahr 1843, sendo eleito em 1848 como membro da Casa dos deputados de Württemberg. Torna-se líder do partido Democrata na Alemanha e, em consequencia da sua agitação pela reforma parlamentarista em 1849, é obrigado a se refugiar na Suíça. Condenado a revelia a 15 anos de trabalhos forçados, ele estabeleceu-se em Zurique em 1850 e mudou-se logo depois para Winterthur. Em 1860, foi indicado como professor de história e literatura suíça na Politécnica em Zurique, cidade onde faleceu em 1886. Está sepultado no Friedhof Sihlfeld.

## Obra
Scherr foi um escritor profícuo no campo da investigação histórica da cultura, literatura e maneiras e costumes de seu país. A maioria de seus livros não tiveram traduções para outras línguas: 
- Deutsche Kultur-und Sitten-Geschichte  (1852-1853)
- Schiller und seine Zeit (1859)
- Geschichte der deutschen Frauenwelt (1860)
- Allgemeine Geschichte der Literatur (1851)
- Geschichte der englischen Literatur (1854)
- Blücher, seine Zeit und sein Leben (1862)
- Germania. Zwei Jahrtausende deutschen Lebens (1879)
- Sommertagebuch des weiland Dr Gastrosophiae, Jeremia Sauerampfer (1873);

Na ficção, ele publicou dois livros com novelas históricas: 
- Schiller (1856),
- Michel, Geschichte eines Deutschen unserer Zeit (1858).